# Wicked Game
Singles de Chris Isaak
Don't Make Me Dream About You
(1989) Blue Hotel
(1991)
Pistes de Heart Shaped World (en)
Kings of the Highway Blue Spanish Sky
Wicked Game est une chanson de Chris Isaak issue de son troisième album studio Heart Shaped World. Elle est écrite en mode si dorien. Malgré sa sortie en tant que single en 1989, elle n'est pas devenue un succès jusqu'à ce qu'elle ait plus tard été utilisée dans le film de David Lynch Sailor et Lula. Elle est ensuite rapidement devenue un tube se classant dans le top 10 aux États-Unis en janvier 1991, atteignant la sixième place du Billboard Hot 100 en faisant la seule chanson à succès de Chris Isaak aux États-Unis.
Le clip vidéo mettant en scène Helena Christensen et Chris Isaak a reçu de nombreuses récompenses dont deux MTV Video Music Awards.
De nombreux artistes ont repris la chanson comme HIM, Stone Sour, R.E.M., Giant Drag, London Grammar, Émilie Simon, Tenacious D ou encore Charlotte Cardin.

## Historique et thème
Dans The Power of Art, Richard Lewis dépeint la chanson comme « une histoire sur une trahison de la part de son amant ».
La chanson parle d'amour obsessif. « Isaak nous projette dans un monde sombre et solitaire où l'amour ne dure jamais et où les souvenirs romantiques du passé jettent une ombre sur ceux du présent,. »
Après plusieurs années, beaucoup de versions et d'arrangements différents de la chanson ont été réalisés avant la sortie de la version finale. En effet, les lignes de basse et de batterie (sauf les cymbales) ont été échantillonnées à partir des enregistrements précédents de la chanson, puis montés en boucle.

## Sortie
Wicked Game est sortie en tant que single en 1989 mais n'est pas devenue un véritable succès jusqu'à ce qu'elle ait plus tard été utilisée, en version instrumentale, dans le film de David Lynch Sailor et Lula. Lee Chesnut, un directeur de station de radio musicale à Atlanta qui était obsédé par les films de David Lynch a commencé à passer la chanson sur sa radio.
Dans une interview qu'il donne à Sean Sennett, Chris Isaak raconte à quel point David Lynch voulait faire de lui une star et qu'il voulait travailler avec lui sur Wicked Game :
« Ce type [Lynch] me suivait à travers tout Hollywood comme un petit chien depuis des années [...] il voulait faire de moi une star. Je lui ai dit, faisons juste cette vidéo et voyons comment ça marche. J'ai travaillé avec lui une paire de fois,. »
— Chris Isaak

## Clip
Le clip de la chanson a été réalisé par Herb Ritts et tourné à Hawaï. Il contient des scènes de Chris Isaak et de la top model Helena Christensen roulant et s'amusant sur la plage ou batifolant avec Chris Isaak. Il a été filmé en noir et blanc. Christensen était topless et Isaak torse nu pendant la majeure partie de la vidéo, bien que les angles de caméra utilisés dissimulent toute nudité réelle.
Le clip a été placé à la quatrième place du classement 50 Sexiest Video Moments (Les 50 vidéos les plus sexys) et à la treizième place du classement 100 Greatest Videos (Les 100 meilleures vidéos) de VH1. Le magazine Rolling Stone l'a classé 73e du classement The 100 Top Music Videos (Les 100 meilleurs clips vidéo). En 2010, Fuse TV classe la chanson première du classement 40 Sexiest Video (Les 40 vidéos les plus sexy).
Le clip a remporté plusieurs MTV Video Music Awards dont ceux de la meilleure vidéo masculine, de la meilleure photographie et de la meilleure vidéo tirée d'un film,.
Une autre version plus ancienne de la vidéo a été réalisée pour la sortie de la bande originale de Sailor et Lula. Ce clip a été réalisé par David Lynch.

## Utilisation dans les médias
Wicked Game a été utilisée :

### Cinéma
- Dans le film Family Man de Brett Ratner sorti en 2000[16].
- Dans le film Leaving Normal d'Edward Zwick sorti en 1992[16].
- Dans le film Sailor et Lula sorti en 1990[16].

### Télévision
- Dans le 6e épisode de la 3e saison de la série 90210 Beverly Hills : Nouvelle Génération, Le garçon dans la vitrine en 2010[16].
- Dans le 8e épisode de la 2e saison et le 13e de la première saison de la série Beverly Hills 90210, Jalousie et Un homme et un couffin en 1990 et 1991[16].
- Dans les 14e et 15e épisodes de la 2e saison de la série Friends, Celui qui a failli aller au bal de promo et Celui qui a fait on ne sait quoi avec Rachel en 1995[16].
- Dans le 23e épisode de la 3e saison de la série Beavis et Butt-Head, Plate Frisbee en 1993[16].
- Dans le 9e épisode de la 1re saison de la série télévisée Melrose Place : Nouvelle Génération, Une lourde responsabilité en 1992[16].
- En ouverture du dernier épisode de la 4e saison de Mentalist.
- Dans le 5e épisode de la 1re saison de la série The Blacklist : reprise par Emika.
- Pour la bande annonce de la 6e saison de la série Game of Thrones.
- Dans Flight of the Conchords, Dave fait remarquer que « les femmes aiment trois choses : les hommes en kilt, le Southern Comfort et Wicked Game de Chris Isaak » dans le 9e épisode de la 2e saison.

D'autre part, dans le feuilleton télévisé Des jours et des vies, la chanson est devenue le thème pour le couple Jack Deveraux et Jennifer Horton.
- Dans la publicité pour la Jaguar X-Type[4].
- Dans une publicité française pour les produits laitiers dans les années 1990.

## Liste des pistes
| CD maxi - Europe 1. Wicked Game par Chris Isaak 2. Cool Cat Walk par Angelo Badalamenti 3. Dark Symphonie espagnole (chaîne de version) par Angelo Badalamenti — 2: 34 CD maxi - Promo - U.S. 1. Wicked Game (version de l'album) — 4: 46 2. Wicked Game (edit) — 4: 06 3. Wicked Game (version instrumentale) — 4: 48 Cassette 1. Wicked Game (edit) — 4: 06 2. Wicked Game (version instrumentale) — 4: 48 | 12" maxi - UK 1. Wicked Game par Chris Isaak 2. Cool Cat Walk par Angelo Badalamenti 3. Dark Symphonie espagnole (version cordes) par Angelo Badalamenti — 2: 34 7" single - Europe 1. Wicked Game par Chris Isaak — 4: 06 2. Cool Cat Walk par Angelo Badalamenti — 3: 22 |

## Charts
| Chart (1990/91)                       | Meilleure position |
| ------------------------------------- | ------------------ |
| Charts australiens                    | 15                 |
| Charts hollandais                     | 5                  |
| Charts français                       | 42                 |
| Charts allemands                      | 9                  |
| Charts irlandais                      | 10                 |
| Charts néo-zélandais                  | 7                  |
| Charts suédois                        | 3                  |
| Charts anglais                        | 10                 |
| U.S. Billboard Hot 100                | 6                  |
| U.S. Billboard Mainstream Rock Tracks | 10                 |
| U.S. Billboard Modern Rock Tracks     | 2                  |

| Chart de fin d'année (1991) | Position |
| --------------------------- | -------- |
| Charts irlandais            | 30       |
| U.S. Billboard Hot 100      | 79       |

| Pays       | Certification | Date          | Ventes certifiées |
| ---------- | ------------- | ------------- | ----------------- |
| États-Unis | Or            | 17 avril 1991 | 500 000           |

## Version de HIM
Singles de HIM
Your Sweet Six Six Six
(1998) When Love and Death Embrace
(1998)
Le groupe finlandais HIM a repris cette chanson, en l'utilisant tout d'abord pour leur démo This is Only the Beginning, puis dans leur EP 666 Ways To Love: Prologue, puis un autre enregistrement sur leur premier album Greatest Lovesongs, Vol. 666 et enfin sur les versions britannique et américaine de leur deuxième album Razorblade Romance. Le dernier enregistrement qu'ils ont fait apparaît sur l'album de compilation And Love Said No: The Greatest Hits 1997–2004. Avec Wicked Game sur leur EP et leur premier album, HIM a gagné en notoriété en Finlande.

### Historique
Le leader du groupe, Ville Valo dit à propos de Wicked Game :
« À l'époque, j'étais un grand fan des films de David Lynch Blue Velvet et Sailor et Lula et donc Wicked Game m'est venue à l'esprit. J'ai emprunté le LP de Sailor et Lula à la librairie de Pasila et je l'ai copié sur une cassette. Ensuite, Linde et moi l'avons reconstituée d'après la cassette. C'est en fait assez marrant que nous l'ayons mal reconstituée. On n'entendait pas très bien les morceaux de guitare à cause de la mauvaise qualité de son de la cassette. Nous avons également mal compris les paroles, et plus tard quand on l'a enregistrée pour l'EP, il y avait quelques erreurs marrantes dans les paroles. À l'époque, nous n'avions pas internet pour vérifier les choses. »
— Ville Valo
Il explique également que choisir Wicked Game a été assez simple car c'est une chanson qui convient à sa voix. De plus, c'est une chanson mélancolique, « presque une chanson d'amour infernale ». Ville Valo considère cette chanson comme le tournant de leur carrière.
C'est cette version qui a été utilisée dans le 8e épisode de la 5e saison de la série Smallville, Pris au piège en 2005 à la télévision.

### Liste des pistes
Allemagne
1. Wicked Game – 3: 54
2. For You – 4: 00
3. Our Diabolikal Rapture – 5: 20
4. Wicked Game (666 Remix) – 3: 58

Finlande
1. Wicked Game
2. For You

Royaume-Uni 2000
1. Wicked Game – 3: 36
2. When Love and Death Embrace (Amnt mix) – 3: 34
3. The Heartless (Serdlidlim Mix) – 3: 11

Suède 2000
1. Wicked Game – 3: 36
2. When Love and Death Embrace (Amnt mix) – 3: 34

## Autres versions
| Année | Artiste         | Album                                  | Description |
| ----- | --------------- | -------------------------------------- | --- |
| 1995  | R.E.M.          |                                        | Tous les noël, R.E.M. remercie les membres de son fan club officiel avec un single. Celui de 1995 contenait une reprise de Wicked Game.                                  |
| 1998  | Crossbreed      | .01                                    | |
| 1998  | Pipilotti Rist  | Remake of a Weekend                    | La chanson paraît sous le titre I'm a Victim of this song. Le clip a été tourné dans un café européen.                                                                   |
| 2002  | Gregorian       | Masters of Chant Chapter III           | |
| 2003  | JJ72            | Always and Forever                     | Le groupe irlandais a fait une version acoustique de la chanson. |
| 2004  | Novaspace       | Cubes                                  | |
| 2004  | Green Carnation | Alive and well... In Krakow            | Bonus du DVD live. |
| 2005  | Giant Drag      | Hearts and Unicorns                    | C'est la version retenue pour la présentation de la saison 5 de Nip/Tuck.                                                                                                |
| 2005  | Heather Nova    | Redbird                                | |
| 2006  | Ima Robot       |                                        | |
| 2006  | Courtney Jaye   | 'Til It Bleeds                         | |
| 2007  | Adam Gontier    | One-X (version iTunes)                 | Le membre du groupe Three Days Grace a interprété la chanson dans une version acoustique dans les tournées du groupe en 2007.                                            |
| 2007  | Corey Taylor    | Come What(ever) May (édition spéciale) | Le membre du groupe Stone Sour a joué une version acoustique lors de tournées du groupe en 2006 et 2007. C'est une version acoustique live qui est présente sur l'album. |
| 2010  | Tangerine Dream | Under Cover - Chapter One              | |
| 2011  | Cœur de pirate  |                                        | A l'occasion de The weeknd cover https://www.youtube.com/watch?v=EWtyJRz2Ylo.                                                                                            |
| 2013  | P!nk            |                                        | P!nk a interprété ce titre lors de sa tournée internationale The Truth About Love Tour (à toutes les dates de la tournée).                                               |
| 2013  | Emika           | Dva                                    | |
| 2013  | Jaffar          | "Non Labellisé"                        | Hommage d'un artiste Français. |
| 2014  | Émilie Simon    | Mue                                    | |
| 2020  | Céline Dion     | Courage                                | Accompagnée de Chris Isaak. Spotify Singles enregistré à l'Electric Lady Studios à New York                                                                              |
| 2021  | Tom Ellis       | Lucifer saison 5 épisode 10            | Lors de l'épisode musical de la série Lucifer, Lucifer (Tom Ellis) chante son amour pour Chloé (Lauren German) au piano.                                                 |

Plusieurs autres versions de la chanson existent, notamment celles de Girls Aloud, Turin Brakes et Aaron Lewis de Staind. Maroon 5 a également joué un morceau de la chanson en tant qu'introduction à She Will Be Loved en 2008.
The Bloodhound Gang a parodié le clip dans celui de leur single Screwing You on the Beach at Night en 2007.
De plus, elle a été de nombreuses fois reprises dans les émissions de télé-crochet, comme par Damien Leith, gagnant d’Australian Idol en 2006, Siobhan Magnus dans la neuvième saison d’American Idol et Rebecca Ferguson dans la septième saison de The X Factor en 2010.
Elle est reprise en 2021 par l'acteur britannique Tom Ellis dans l'épisode 10 de la saison 5 de Lucifer dans une version acoustique au piano.

## Source
- (en) Cet article est partiellement ou en totalité issu de l’article de Wikipédia en anglais intitulé « Wicked Game » (voir la liste des auteurs).